# Eleccions legislatives georgianes de 2003
Les eleccions legislatives georgianes de 2003 foren dutes a terme el 2 de novembre de 2003 per a renovar els 150 membres del Parlament de Geòrgia. En saber-se el resultat, els opositors del Moviment Nacional Unit acusaren de frau electoral al president Xevardnadze i organitzà les manifestacions i protestes populars coneguts com a Revolució Rosada. El resultat de les eleccions fou anul·lat pel Tribunal Suprem de Geòrgia el 25 de novembre degut a les nombroses denúncies de frau, avalades sovint per l'OSCE, i es convocaren noves eleccions per al 28 de març de 2004.

## Resultats
Resum dels resultats de les eleccions al Parlament de Geòrgia (Sakartvelos Parlamenti) de 2 de novembre de 2003
| Partits i aliances                                                                                         | Vots      | %     | Escons |
| --- | --------- | ----- | ------ |
| Per una Nova Geòrgia – Eduard Xevardnadze                                                                  | 407.045   | 21,3  | 38     |
| Unió Democràtica pel Reviscolament (Demokratiuli Aghordzinebis kavshiri, დემოკრატიული აღორძინების პავშირი) | 359.769   | 18,8  | 33     |
| Moviment Nacional-Demòcrates (Nats'ionaluri Modzraoba – Demokratebi, ერთიანი ნაციონალური მოძრაობა)         | 345.197   | 18,1  | 32     |
| Partit Laborista Georgià (Sakartvelos Leiboristuli Partia, საქართველოს ლეიბორისტული პარტია)                | 229.900   | 12,0  | 20     |
| Aliança de Demòcrates – Nino Burjanadze                                                                    | 167.908   | 8,8   | 15     |
| Nova Dreta (Akhali Memarjveneebi, ახალი მემარჯვენეები)                                                     | 140.259   | 7,3   | 12     |
| Altres | 259.137   | 13,6  | -      |
| Total | 1.909.215 | 60,5% | 235    |
| Font: Adam Carr.                                                                                           |           |       |        |